# 邪
《邪》是香港导演桂治洪拍摄的一部鬼怪惊悚片。本片画面色彩诡异，悬念设置密集，是港产邪典电影的代表作之一。片中糅合暴力、色情等风格，结尾处有一段7分钟的画符裸舞。

## 情节
读书人杨振宇入赘广州陈家，其妻陈秀英患有严重的肺病，二人婚姻生活并不幸福。振宇不得志，经常虐待妻子，还把家里的女仆全部赶走。梁绮华自称老母原是陈家仆人，被秀英收留。振宇又一次借秀英不来服侍自己将其毒打，并要赶走绮华。绮华反抗，被振宇强奸。第二日，绮华趁振宇去争夺掉入水缸的玉环，与秀英联手将其按在里面。之后又将尸体抛入池塘。
秀英时常看到丈夫鬼魂，并与其缠斗。村民反映池塘里有臭味，抽干水却发现是死猪，振宇的尸体却不见了。一次在床上秀英再次看到振宇，惊吓过度吐血而亡。秀英的葬礼上振宇再次出现，原来这是他和绮华的阴谋，他根本没死，鬼魂是他扮的，绮华是他的情人。
二人继承了陈家遗产，原以为自此就会安宁，哪知秀英的鬼魂时常出现。振宇请人将秀英的家具全部烧掉，请来的人也称见到鬼。自此振宇常备一把磨过的菜刀在身边。一个小贩撞破振宇的秘密，被他所杀。又请来和尚念经，和尚因恐惧而离去。振宇发现秀英的尸体不在棺材中，而在床上，便抡起菜刀往尸体上猛砍，这时秀英鬼魂出现，振宇失足坠楼而亡。
绮华请来一个老太太驱鬼，老太太让一个裸女画满符咒扮做秀英在屋内狂舞，并拿鞋子往她身上拍，念着要把她打入十八层地狱。又让绮华剃光头发、裸体涂满符咒，吩咐她守在屋内。这时秀英的鬼魂又出现了……其实这鬼魂是秀英的妹妹，接到秀英的信赶往大宅，但还是晚来一步，于是用装神弄鬼的方法为姐姐报仇……

## 演员
- 主演：陈思佳、王戎、恬妮、王清河、刘一帆、李寿祺、沈劳、梁珍妮
- 合演：劉允(魚頭允)、陈立品、李剑忠、王小明、徐建华
- 客串：韩国华、尤翠玲

## 外部連結
- 開眼電影網上《邪》的資料（繁體中文）
- 香港影庫上《邪》的資料（繁體中文）
- 豆瓣电影上《邪》的資料 （简体中文）
- 时光网上《邪》的資料（简体中文）
- 互联网电影数据库（IMDb）上《邪》的资料（英文）